# IPod Touch (thế hệ 6)
Thế hệ thứ sáu của iPod Touch (cách điệu thành iPod touch, và được gọi vui là iPod touch 6G, iPod touch 6, hoặc iPod touch (2015) ) là một máy tính bỏ túi đa mục đích do Apple Inc. thiết kế và tung ra thị trường với giao diện người dùng màn hình cảm ứng. Nó là sản phẩm kế nhiệm của iPod Touch (thế hệ 5), trở thành bản cập nhật lớn đầu tiên cho dòng sản phẩm iPod trong hơn hai năm rưỡi. Phiên bản này đã được phát hành trên cửa hàng trực tuyến Apple vào ngày 15 tháng 7 năm 2015 cùng với sản phẩm mới iPod Nano và iPod Shuffle, với nâng cấp nhỏ.